# Евелин Роджърс
Евелин Роджърс (на английски: Evelyn Rogers) е американска писателка на бестселъри предимно в жанра исторически любовен роман. Писала е и под съвместния псевдоним Келър Грейвс (на английски: Keller Graves) с писателката Катрин Дейвънпорт. В България е издавана и като Ивлин Роджърс.

## Биография и творчество
Евелин Грейвс Роджърс е родена на 30 август 1935 г. в Мобил, Алабама, САЩ, в семейството на Джеймс Грейвс, моряк, и Джеси Бътлър, домакиня. Израства в Тексас.
През 1957 г. завършва Държавния университет на Северен Тексас с бакалавърска степен по английски език и журналистика. Омъжва се на 22 март 1957 г. за Джей Роджърс, журналист, с когото имат 2 деца.
След дипломирането си работи като репортер по криминални и съдебни случаи на вестник „Одеса Американ“ в Одеса, Тексас, но през 1965 г. става учител по английски език. През 1975 г. получава магистърска степен по библиотечно дело от университета „Нотър Дам от Лейк“ в Сан Антонио, Тексас. В периода 1965 – 1990 г. работи като учител в средното образование и училищен библиотекар в Сан Антонио.
През последните години на учителската си кариера се запалва по любовните романи. Свързва се с писателката Катрин Дейвънпорт, и под псевдонима Келър Грейвс, съставен от моминските им имена, започват да пишат като съавтори романтични произведения.
Първите им два ръкописа не са приети, но третият е закупен през 1985 г. Първият им роман „Brazen Embrace“ е публикуван през 1987 г. Съвместната им работа приключва през 1988 г.
През 1989 г. издава първия си самостоятелен роман „Midnight Sins“. През следващата година тя напуска работата си и се посвещава на писателската си кариера, установявайки, че е открила голямо удовлетворение в процеса на писане.
Писателката е чест гост на писателски конференции и изнася лекции по творческо писане.
Евелин Роджърс живее със семейството си в Сан Антонио, Тексас.

## Произведения

### Като Евелин Роджърс

#### Самостоятелни романи
- Midnight Sins (1989)
- Wanton Slave (1990)
- The Forever Bride (1997)
- Betrayal (1997)
Смелостта да обичаш, изд. „Калпазанов“ Габрово (1997), прев. Николай Долчинков
- Hot Temper (1997)
- Golden Man (1999)
- Second Opinion (1999)
- Devil in the Dark (2001)
- The Grotto (2002)
- The Ghost of Carnal Cove (2002)
- More Than You Know (2004)
- Sable Sins (2011)

#### Серия „Семейство Дрейк“ (Drake Family)
1. Texas Kiss (1989)
2. Surrender to the Night (1991)
3. Desert Fire (1992)
4. Desert Heat (1993)
Пустинен пламък, изд. „Евразия“ (1994), прев.

- The Lady Takes a Lover (2011)

#### Серия „Котка на нощта“ (Cat of the Night)
1. A Love So Wild (1991)
2. Sweet Texas Magic (1992)

#### Серия „Сестрите Чадуик“ (Chadwick Sisters)
1. Flame (1994)
2. Raven (1995)
3. Angel (1995)

#### Серия „Тексаски владения“ (Texas Empires)
1. Crown of Glory (1998)
Корона на славата, изд. „Калпазанов“ Габрово (1998), прев. Христина Симеонова
2. Lone Star (1999)
3. Longhorn (2000)

#### Участие в общи серии с други писатели

##### Серия „Ангелско докосване“ (Angel's Touch)
- Wicked (1996) – първа награда за най-добър паранормален любовен роман

от серията има още 11 романа от различни автори

##### Серия „Тайни огньове“ (Secret Fires)
- The Loner (2001)

от серията има още 2 романа от различни автори

##### Серия „Ранчо „Пълнолуние“ (Half-Moon Ranch)
- Dark of the Moon (2003)

от серията има още 3 романа от различни автори

#### Сборници
- Christmas Rendezvous (1991) – с Карол Финч, Джорджина Джентри, Джо Гудман, Ема Мерит и Джанел Тейлър
- A Christmas Caress (1993) – с Кристин Дорси, Джо Гудман, Катрин Кинкейд, Соня Т. Пелтон и Тери Валънтайн
- Seasons of Love (1995) – с Илейн Барбиери, Лори Коупланд и Карън Локууд
- Indulgence (1997) – с Кони Бенет, Теа Дивайн и Оливия Рупрехт
- Something Borrowed, Something Blue (2000) – с Илейн Барбиери, Констанс О`Баниън и Боби Смит
- Mysteries of Lost Angel Inn (2004) – с Катлийн О`Брайън и Дебра Уеб
- Silent Night (2004) – с Клаудия Дейн и Ди Дейвис

### Като Келър Грейвс

#### Самостоятелни романи
- Brazen Embrace (1987)
- Rapture's Gamble (1987)
- Desire's Fury (1988)
- Velvet Vixen (1988)
- Lawman's Lady (1988)